# Monistik
Der Begriff Monistik bezeichnet im Gesundheitswesen die Finanzierung der Krankenhäuser aus einer Hand. Nach diesem Prinzip der Krankenhausfinanzierung liegt die Entscheidungs- und Finanzierungsverantwortung für Investitions- und laufende Betriebskosten der Krankenhäuser allein bei den Kostenträgern (Krankenkassen).

## Hintergrund
Das Krankenhausfinanzierungsgesetz aus dem Jahr 1972 sah vor, dass die Bundesländer erstmals gesetzlich verpflichtet werden sollten, sich an der Finanzierung der Krankenhäuser zu beteiligen. Die Investitionskosten sollten dabei durch die Länder und die Betriebskosten sollten über die Pflegesätze durch die Kostenträger getragen werden.
Bald kam jedoch die Forderung auf, die Finanzierung wieder auf die monistische Form zurückzuführen. Das Bundesverwaltungsgericht bemängelte im Jahr 1993 in seiner Urteilsbegründung die Abgrenzung der Kosten für den laufenden Betrieb von den Investitionskosten. Das Gericht schlug dabei die Aufwendungen für Reparatur- und Instandhaltungsmaßnahmen den pflegesatzfähigen Kosten zu. Nach diesem Urteil stellten alle Bundesländer mit Ausnahme von Bayern ihre Zahlungen für Instandhaltungsmaßnahmen ein.
1997 trat das zweite GKV-Neuordnungsgesetz in Kraft, in dem die Instandhaltungsmaßnahmen als pflegesatzfähig anerkannt wurden. Dadurch wurden die Krankenkassen verpflichtet in den Jahren 1997 bis 1999 größere Instandsetzungen über die „Instandhaltungspauschale“ zu finanzieren. Um diese Maßnahmen zu finanzieren, wurde das sogenannte Krankenhaus-Notopfer eingeführt. Dieses sah eine Zuzahlung in Höhe von 20 DM im Jahr für jeden Versicherten vor. Diese Zahlung wurde im Jahr 1999 durch das GVK-Solidaritätsstärkungsgesetz wieder aufgehoben.
Der Gesetzentwurf für die GKV-Gesundheitsreform 2000 sah vor, das System der dualistischen Krankenhausfinanzierung schrittweise bis zum Jahr 2008 wieder auf eine monistische Finanzierung umzustellen. Bis zu diesem Zeitpunkt sollten alle Investitionskosten durch die Krankenkassen refinanziert werden. Die Länder sollten parallel dazu ab 2003 aus der Finanzierung entlassen und vom Jahr 2008 an zu einer Gegenfinanzierung durch Ausgleich von Leistungen des Mutterschafts- und Sterbegeldes verpflichtet werden. Dieses wurde von den Bundesländern jedoch abgelehnt.
Definition
- Die Monistik stellt ein Modell zur Krankenhausfinanzierung dar, bei dem die Krankenkassen die alleinigen Finanzierungsträger der Krankenhäuser sind.